# Grey Gull Records

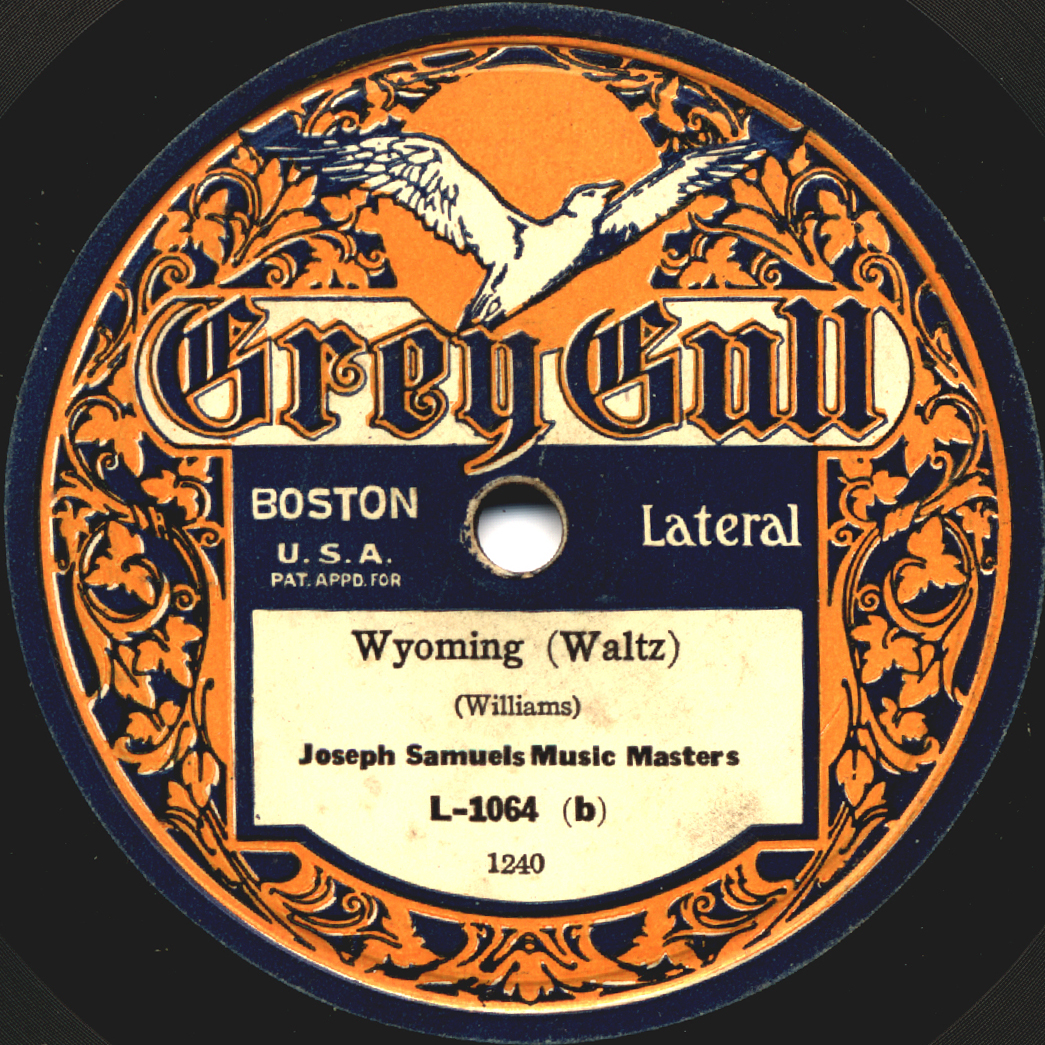
Een plaat van Grey Gull Records uit 1921, een opname van het orkest van Joseph Samuels.

Grey Gull Records was een Amerikaans platenlabel uit de jaren 1920. 
De geluidskwaliteit van de platen van Grey Gull Records en de sublabels was iets onder het gemiddelde. De gebruikte schellak was van een matige kwaliteit met alle gevolgen voor het geluid.

## Geschiedenis
Het werd in 1919 opgericht door zakenman Theodore Lyman Shaw en was gevestigd in Boston. De eerste platen op het label waren van een ongebruikelijk formaat: vertical cut-platen, die vaak meer dan één nummer per kant hadden. Ze waren relatief duur, verkochten matig en werden in 1920 vervangen door gewone, lateral-cut platen die even duur waren. Een paar jaar later ging de prijs omlaag, en daarmee de kwaliteit van de platen die nu overal op ongewone plekken werden aangeboden, zoals in kiosken, sigarenzaken en drogisten. Shaw kwam rond deze tijd ook met een sublabel, Radiex Records, waarop ook goedkope platen verschenen. 
Grey Gull Records perste zijn platen zelf, en deed dat ook voor andere labels, zoals Oriole. Het bracht zelf opgenomen muziek uit, maar op het label verscheen ook muziek van andere maatschappijen, zoals Plaze, Emerson Records en Paramount Records. 
In de studioband speelden vaak trompettist Mike Mosiello en klarinettist Andy Sannella die de vaak wat saaie opnames opfristen met een jazz-lick. Op enkele platen speelden Tommy Dorsey,  Clarence Williams of Wilber Sweatman mee. Vocalisten die voor Grey Gull actief waren, waren Irving Kaufman en Arthur Fields. 
In 1926 opende het een opnamestudio in New York, uitgerust met een nieuw technisch snufje: de elektrische microfoon.
In de loop van de jaren kwamen er meer sublabels: Madison Records, Supreme Records en Van Dyke Records. De onderneming stopte ermee  in september 1930, mogelijk omdat Shaw niet langer werd gefinancierd door zijn rijke familie. In 1931 verschenen de laatste platen van de firma en diens labels. 

## Sublabels

### Radiex Records

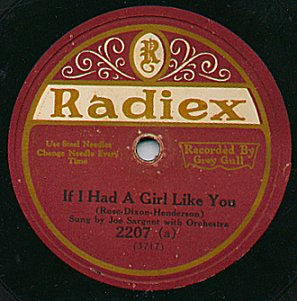
Een dansplaat op Radiex Records

Radiex Records was een sublabel van Grey Gull Records, actief van 1922 tot eind 1930.
Op het label verschenen populaire zang- en dansplaten, de muziek was afkomstig van masters opgenomen door Grey Gull Records of een ander label, geleased door Grey Gull, zoals Emerson Records of Paramount Records. De platen bevatten dezelfde muziek en hadden hetzelfde catalogusnummer als Grey Gull-platen of andere platen van de onderneming, op enkele platen stonden echter alternatieve opnames van een bepaald nummer. Nadat Grey Gull er eind 1930 mee stopte, ging een andere firma nog een tijd door met het persen van Radiex-platen, tot 1931.
De 78 toerenplaten werden geperst in verschillende schellak-kleuren, de geluidskwaliteit werd door het draaien al snel minder. In het korte bestaan van het label werden verschillende labelontwerpen en kleuren gebruikt.
Platenverzamelaar en heruitgave-specialist David Lennick uit Toronto heeft een reeks Radiex-opnames op cd heruitgebracht.

### Supreme Records
Supreme Records was een sublabel van Grey Gull Records, actief in de jaren 1925-1929, dat goedkoop geproduceerde platen uitbracht. Artiesten die op het label uitkwamen waren onder andere Wilber Sweatman, John Ryan en Arthur Hall. De platen die op beide labels uitkwamen hebben gelijke catalogusnummers en 'credits' op het label.
De geluidskwaliteit van Supreme Records is, evenals die van zusterlabels, onder het gemiddelde van die tijd.

### Van Dyke Records

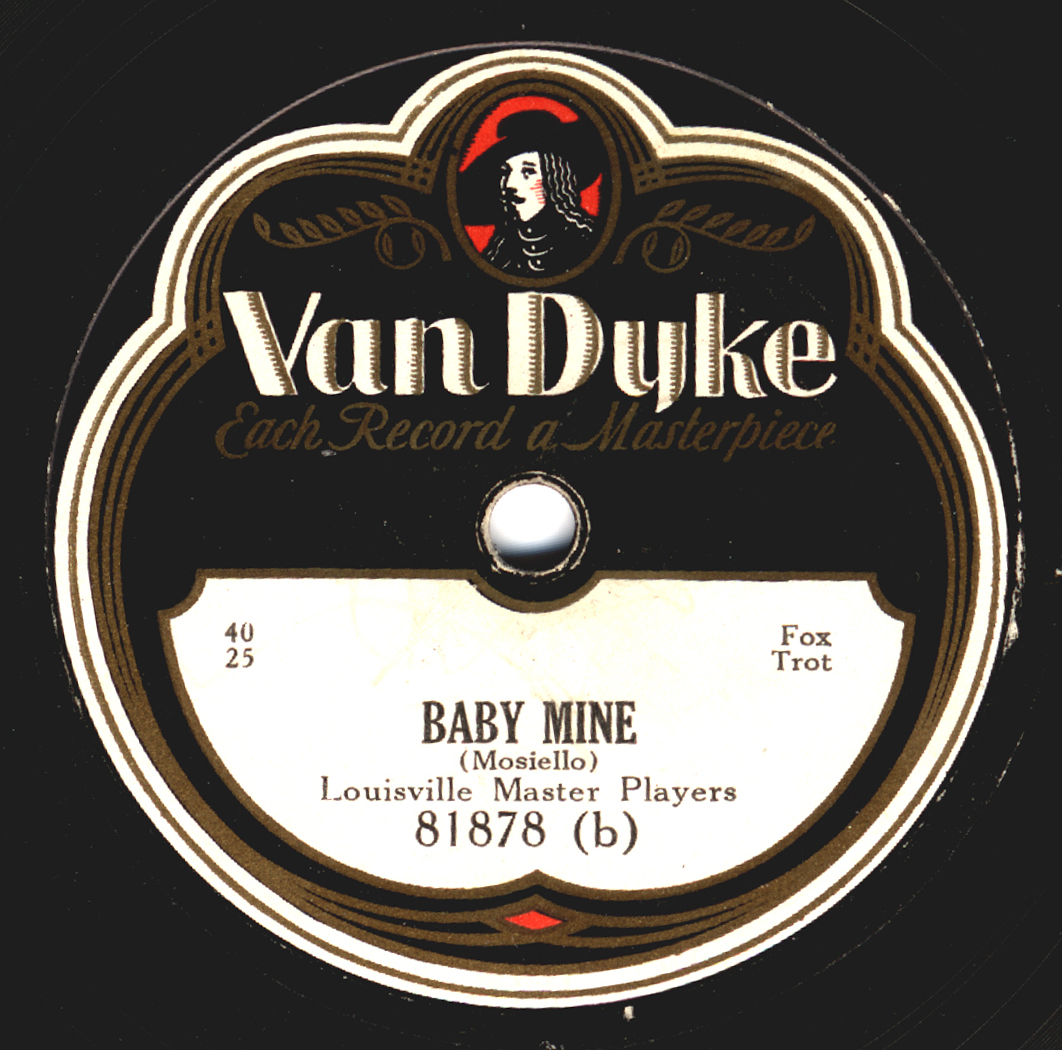
VanDyke 81878b

Van Dyke Records was een sublabel van Grey Gull Records, actief in de jaren 1929-1932. Jazz-muzikanten die platen uitbrachten op het label waren onder meer Clarence Williams en Cliff Jackson. De meeste platen betroffen echter nummers van dansorkesten, meestal gespeeld door het studio-orkest van Grey Gull met musici als Mike Mosiello, Andy Sannella en Charles Magnante. 
Het label van het platenlabel had de tekst "Each Record a Masterpiece" ("elke plaat een meesterwerk"). De platen werden geperst in schellak van een minder goede kwaliteit dan gewoon en het geluid was dan ook matig. Een plaat van dit label kostte 35 dollarcent.